# PC Engine CoreGrafx Mini
De PC Engine CoreGrafx Mini is een spelcomputer die spellen van de in 1987 (Europa in 1989) uitgebrachte TurboGrafx 16 afspeelt. De spelcomputer kwam wereldwijd uit in Japan onder de naam PC Engine Mini op 19 maart 2020, in de VS onder de naam TurboGrafx-16 Mini op 22 mei 2020 en in Europa op 5 juni 2020.
De CoreGrafx Mini is ontwikkeld en gefabriceerd door Konami, die in 2012 de oorspronkelijke ontwikkelaar NEC overnam. De spelcomputer bevat 57 spellen die worden geëmuleerd.

## Hardware
De PC Engine CoreGrafx Mini is qua grootte half zo groot als de oorspronkelijke TurboGrafx. De spelcomputer bevat een system-on-a-chip-processor met een HDMI-aansluiting. Er is een controlpad van volledige grootte die via USB wordt aangesloten, met ondersteuning voor twee controlpads.

## Spellen
Het systeem komt met 57 vooraf geïnstalleerde spellen die verschillen per regio. Konami geeft deze spellen weer onder "TurboGrafx 16" voor de Engelstalige versie en "PC Engine" voor de Japanse versie. Het internationale model bevat 25 TurboGrafx 16-spellen en 32 PC Engine-spellen. Vijf spellen hiervan worden dubbel geteld door Konami omdat ze voorkomen in beide regio's.
De spellen hebben een savegame-mogelijkheid om de spelvoortgang op te slaan en kunnen zowel in de oorspronkelijke 4:3-ratio of uitgerekte 16:9-ratio worden gespeeld.
De lijst met spellen zoals deze zijn verschenen in de Europese uitvoering:
TurboGrafx 16
- Air Zonk
- Alien Crush
- Blazing Lazers
- Bomberman '93
- Bonk's Revenge
- Cadash
- Chew-man-fu
- Dungeon Explorer
- J.J. & Jeff
- Lords of Thunder
- Military Madness
- Moto Roader
- Neutopia
- Neutopia II
- New Adventure Island
- Ninja Spirit
- Parasol Stars
- Power Golf
- Psychosis
- R-Type
- Soldier Blade
- Space Harrier
- Splatterhouse
- Victory Run
- Ys Book I & II

PC Engine
- Aldynes
- Akumajo Dracula X Chi no Rondo
- Appare! Gateball
- Bomberman '94
- Bomberman Panic Bomber
- Cho Aniki
- Daimakaimura
- Dragon Spirit
- Dungeon Explorer
- Fantasy Zone
- Galaga '88
- Ginga Fukei Densetsu Sapphire
- Gradius
- Gradius II - Gofer no Yabo
- Jaseiken Necromancer
- Nectaris
- Neutopia
- Neutopia II
- Ninja Ryukenden
- PC Genjin
- The Genji and the Heike Clans
- Super Darius
- Super Star Soldier
- Seirei Senshi Spriggan
- Salamander
- Super Momotaro Detetsu II
- Star Parodier
- Spriggan Mark 2
- Snatcher
- The Kung Fu
- The Legend of Valkyrie
- Ys I & II